# Veduggio con Colzano
Veduggio con Colzano is een gemeente in de Italiaanse provincie Monza e Brianza (regio Lombardije) en telt 4368 inwoners (31-12-2004). De oppervlakte bedraagt 3,5 km², de bevolkingsdichtheid is 1416 inwoners per km².

## Demografie
Veduggio con Colzano telt ongeveer 1662 huishoudens. Het aantal inwoners steeg in de periode 1991-2001 met 0,4% volgens cijfers uit de tienjaarlijkse volkstellingen van ISTAT.
| Jaar | Inwoneraantal |
| ---- | ------------- |
| 1991 | 4231          |
| 2001 | 4249          |

## Geografie
Veduggio con Colzano grenst aan de volgende gemeenten: Nibionno (LC), Inverigo (CO), Cassago Brianza (LC), Briosco, Renate.